# H.C. Andersens Boulevard
H.C. Andersens Boulevard is een weg door het centrum van de Deense hoofdstad Kopenhagen. De weg is vernoemd naar de Deense sprookjesschrijver Hans Christian Andersen, van wie een standbeeld aan de boulevard staat. Aan de weg liggen onder meer het pretpark Tivoli en Rådhuspladsen met het stadhuis van Kopenhagen.
De weg is ca. 1,3 kilometer lang en heeft zes rijbanen. Het is een belangrijke verkeersader van Kopenhagen. Met gemiddeld 57.700 auto's per dag is het de drukste straat of weg van Denemarken, snelwegen niet meegeteld. Langs het zuidelijk deel van de weg lopen ventwegen. Tussen de kruising met Stormgade en Rådhuspladsen heeft de weg ook een busbaan.
H.C. Andersens Boulevard loopt in zuidoostelijke richting langs de westkant van het middeleeuwse centrum van Kopenhagen. Aan de noordkant loopt de weg na het park Ørstedsparken verder als Gyldenløvesgade over de vijvers Søerne naar het stadsdeel Nørrebro. Aan de zuidkant eindigt de weg bij de Langebro (Langebrug), waarna hij verder loopt als de Amager Boulevard door het stadsdeel Amager. Belangrijke kruisende wegen zijn Vesterbrogade, die in zuidwestelijke richting vanaf Rådhuspladsen naar het centraal station Københavns Hovedbanegård en verder richting stadsdeel Vesterbro loopt, en Nørre Voldgade, die nabij het noordelijk eind van H.C. Andersens Boulevard in noordoostelijke richting naar Station Østerport loopt. De Vester Voldgade loopt langs de gehele lengte van H.C. Andersens Boulevard parallel aan de weg.
De weg heette oorspronkelijk Vestre Boulevard, maar werd in 1955 hernoemd naar H.C. Andersens Boulevard, ter gelegenheid van het 150-jarig jubileum van het geboortejaar van Hans Christian Andersen. Tegelijkertijd werd de bestaande H.C. Andersens Gade omgedoopt tot Kjeld Langes Gade.
Langs H.C. Andersens Boulevard werd in 2019 het station Rådhuspladsen geopend voor Cityringen (lijnen M3 en M4 van de metro van Kopenhagen. Bij het noordelijk eind van H.C. Andersens Boulevard loopt de weg over de spoorlijn richting Østerport en verder (Boulevardbanen).

## Gebouwen aan H.C. Andersens Boulevard
- Het stadhuis van Kopenhagen
- Pretpark Tivoli met het Kasteel van H.C. Andersen
- Ny Carlsberg Glyptotek

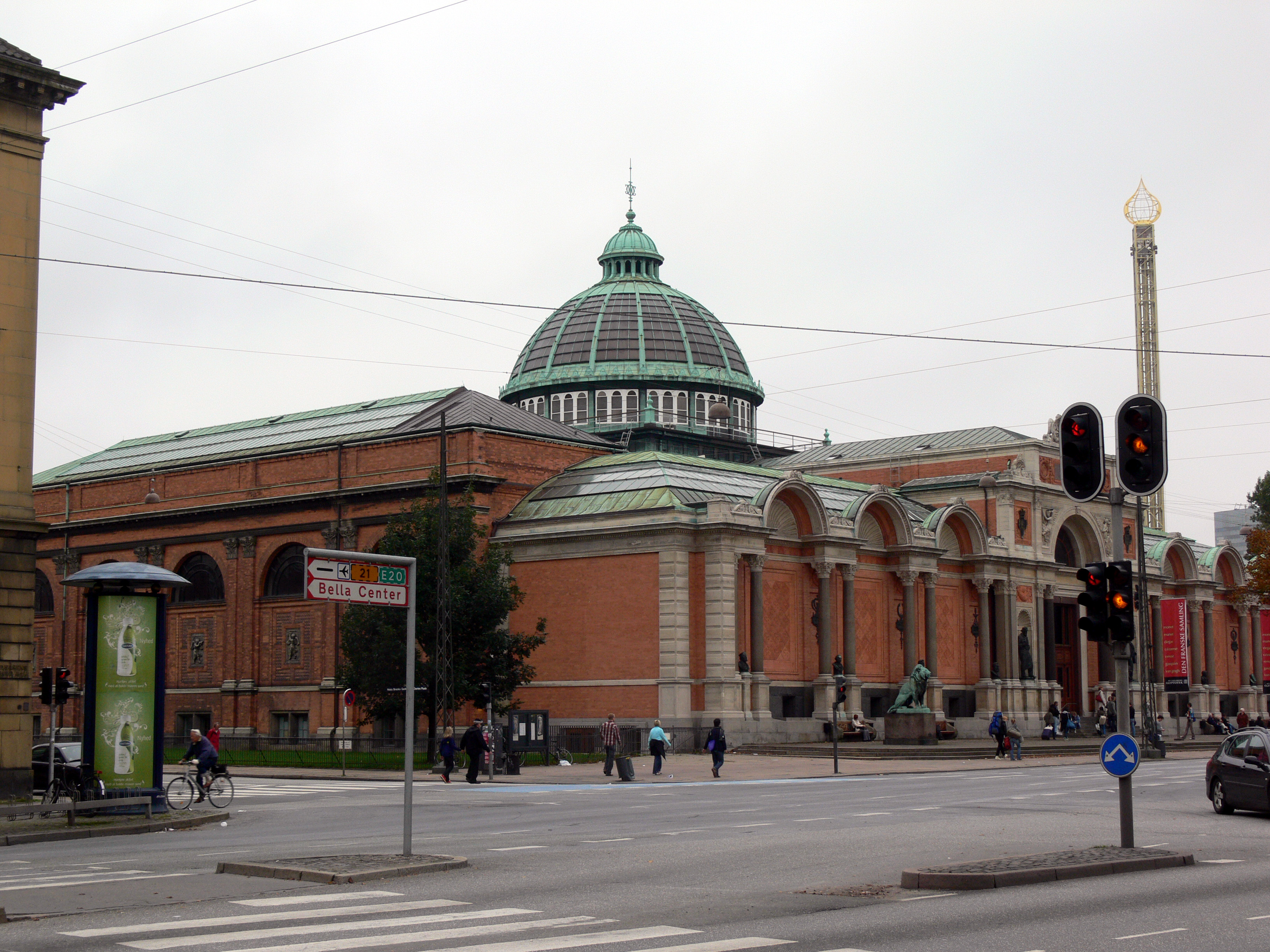
H.C. Andersens Boulevard met de Ny Carlsberg Glyptotek
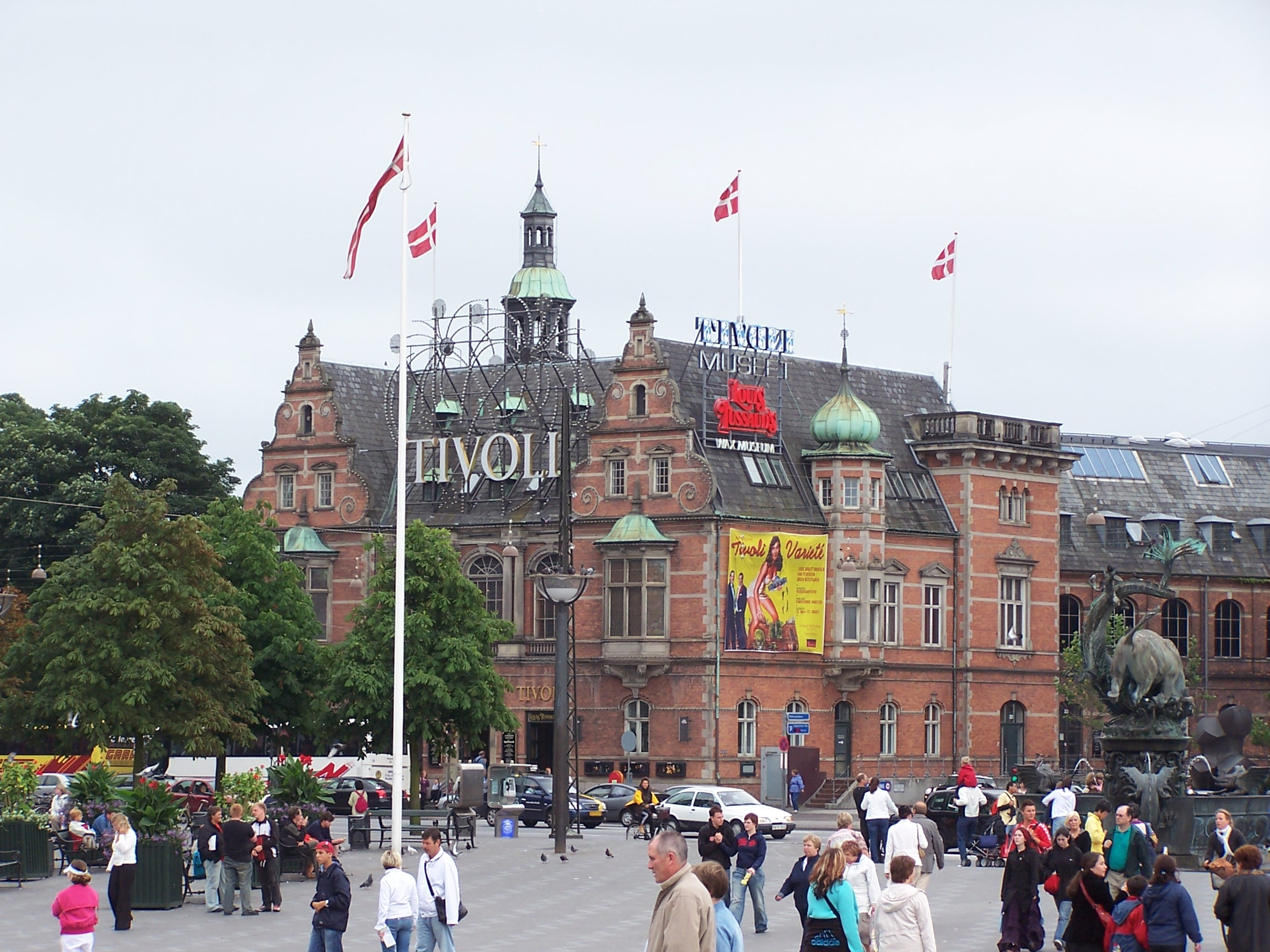
H.C. Andersens Boulevard met (voorgrond) Rådhuspladsen en (achtergrond) het Kasteel van H.C. Andersen in pretpark Tivoli
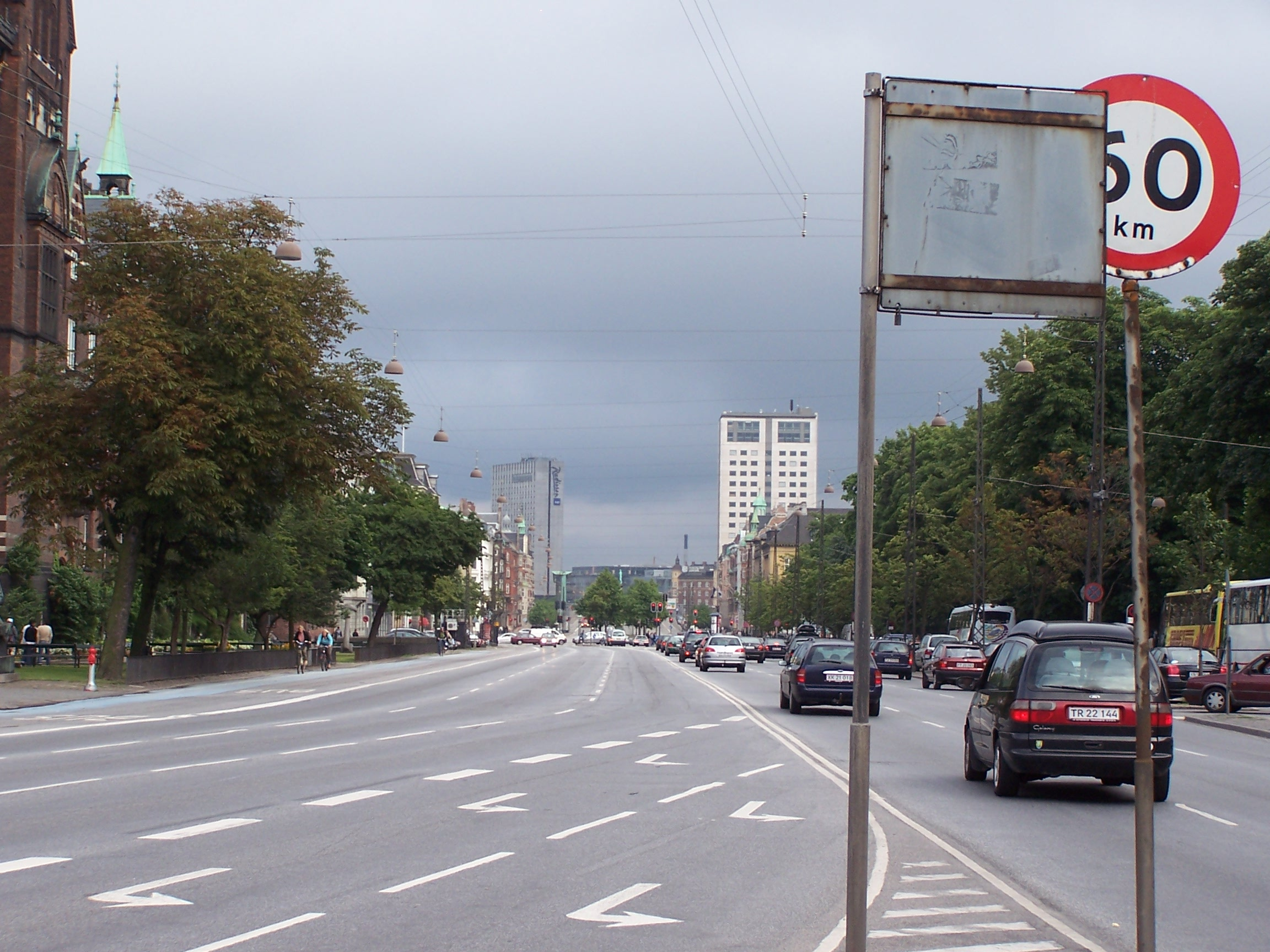
H.C. Andersens Boulevard richting de brug Langebro naar Amager